# Liste der Präsidenten der Republik Korea
Die ist eine Liste der Präsidenten der Republik Korea, welche häufig auch Südkorea genannt wird.

## Liste der Präsidenten
| Nr.                               | Bild                                      | Name (Lebensdaten)                             | Funktion | Amtszeit                        | Amtszeit                              | Wahlen                          | Partei                          |
| Nr.                               | Bild                                      | Name (Lebensdaten)                             | Funktion | Beginn                          | Ende                                  | Wahlen                          | Partei                          |
| Präsidenten der Ersten Republik   | Präsidenten der Ersten Republik           | Präsidenten der Ersten Republik                | Präsidenten der Ersten Republik | Präsidenten der Ersten Republik | Präsidenten der Ersten Republik       | Präsidenten der Ersten Republik | Präsidenten der Ersten Republik |
| --------------------------------- | ----------------------------------------- | ---------------------------------------------- | --- | ------------------------------- | ------------------------------------- | ------------------------------- | ------------------------------- |
| 1.                                |                                           | Rhee Syng-man 이승만 李承晩 (* 1875; † 1965)   | Präsident | 20. Juli 1948                   | 3. Mai 1960                           | 1948 1952 1956 1960 (März)      | NARRKI / LP                     |
| –                                 |                                           | Huh Jung 허정 許政 (* 1896; † 1988)            | Interimspräsident (als Außenminister) | 3. Mai 1960                     | 15. Juni 1960                         | –                               | LP                              |
| Präsidenten der Zweiten Republik  |                                           |                                                | |                                 |                                       |                                 |                                 |
| –                                 |                                           | Gwak Sang-hoon 곽상훈 郭尙勳 (* 1896; † 1979)  | Interimspräsident (als Präsident des Unterhauses) | 15. Juni 1960                   | 23. Juni 1960                         | –                               | DP                              |
| –                                 |                                           | Huh Jung 허정 許政 (* 1896; † 1988)            | Interimspräsident (als Premierminister) | 23. Juni 1960                   | 8. August 1960                        | –                               | LP                              |
| –                                 |                                           | Paek Nak-jun 백낙준 白樂濬 (* 1896; † 1985)    | Interimspräsident (als Präsident des Senats) | 8. August 1960                  | 13. August 1960                       | –                               | parteilos                       |
| 2.                                |                                           | Yun Bo-seon 윤보선 尹潽善 (* 1897; † 1990)     | Präsident | 13. August 1960                 | 24. März 1962                         | 1960 (Aug.)                     | DP / NDP                        |
| Präsident der Dritten Republik    |                                           |                                                | |                                 |                                       |                                 |                                 |
| 3.                                |                                           | Park Chung-hee 尹潽善 朴正熙 (* 1917; † 1979)  | Präsident | 24. März 1962                   | 26. Dezember 1972                     | 1963 1967 1971                  | Militär / DRP                   |
| Präsidenten der Vierten Republik  |                                           |                                                | |                                 |                                       |                                 |                                 |
| (3.)                              |                                           | Park Chung-hee 尹潽善 朴正熙 (* 1917; † 1979)  | Präsident | 27. Dezember 1972               | 26. Oktober 1979 (†)                  | 1972 1978                       | Militär / DRP                   |
| –                                 |                                           | Choi Kyu-ha 최규하 崔圭夏 (* 1919; † 2006)     | Interimspräsident (als Premierminister) | 26. Oktober 1979                | 6. Dezember 1979                      | –                               | parteilos                       |
| 4.                                | Präsident                                 | Choi Kyu-ha 최규하 崔圭夏 (* 1919; † 2006)     | 6. Dezember 1979 | 16. August 1980                 | 1979                                  |                                 | parteilos                       |
| –                                 |                                           | Park Chung-hoon 박충훈 朴忠勳 (* 1919; † 2001) | Interimspräsident (als Premierminister) | 16. August 1980                 | 1. September 1980                     | –                               | Militär                         |
| 5.                                |                                           | Chun Doo-hwan 전두환 全斗煥 (* 1931; † 2021)   | Präsident | 1. September 1980               | 24. Februar 1981                      | 1980                            | DGP                             |
| Präsident der Fünften Republik    |                                           |                                                | |                                 |                                       |                                 |                                 |
| (5.)                              |                                           | Chun Doo-hwan 전두환 全斗煥 (* 1931; † 2021)   | Präsident | 25. Februar 1981                | 24. Februar 1988                      | 1981                            | DGP                             |
| Präsidenten der Sechsten Republik |                                           |                                                | |                                 |                                       |                                 |                                 |
| 6.                                |                                           | Roh Tae-woo 노태우 盧泰愚 (* 1932; † 2021)     | Präsident | 25. Februar 1988                | 24. Februar 1993                      | 1987                            | DGP                             |
| 7.                                |                                           | Kim Young-sam 김영삼 金泳三 (* 1927; † 2015)   | Präsident | 25. Februar 1993                | 24. Februar 1998                      | 1992                            | DLP / NKP                       |
| 8.                                |                                           | Kim Dae-jung 김대중 金大中 (* 1925; † 2009)    | Präsident | 25. Februar 1998                | 24. Februar 2003                      | 1997                            | NKNP / MP                       |
| 9.                                |                                           | Roh Moo-hyun 노무현 盧武鉉 (* 1946; † 2009)    | Präsident | 25. Februar 2003                | 12. März 2004 (Suspendierung)         | 2002                            | MP / UP                         |
| –                                 |                                           | Goh Kun 고건 高建 (* 1938)                     | Interimspräsident (als Premierminister) | 12. März 2004                   | 14. Mai 2004                          | –                               | MP                              |
| (9.)                              |                                           | Roh Moo-hyun 노무현 盧武鉉 (* 1946; † 2009)    | Präsident | 14. Mai 2004 (Wiedereinsetzung) | 24. Februar 2008                      | 2002                            | UP                              |
| 10.                               |                                           | Lee Myung-bak 이명박 李明博 (* 1941)           | Präsident | 25. Februar 2008                | 24. Februar 2013                      | 2007                            | GNP / SP                        |
| 11.                               |                                           | Park Geun-hye 박근혜 朴槿惠 (* 1952)           | Präsidentin | 25. Februar 2013                | 9. Dezember 2016 (Suspendierung)      | 2012                            | SP / FPK                        |
| 11.                               | 9. Dezember 2016                          | Park Geun-hye 박근혜 朴槿惠 (* 1952)           | Präsidentin | 10. März 2017 (Amtsenthebung)   |                                       | 2012                            | SP / FPK                        |
| –                                 |                                           | Hwang Kyo-ahn 황교안 黃敎安 (* 1957)           | Interimspräsident (als Premierminister) | 9. Dezember 2016                | 10. Mai 2017                          | –                               | parteilos                       |
| 12.                               |                                           | Moon Jae-in 문재인 文在寅 (* 1953)             | Präsident | 10. Mai 2017                    | 10. Mai 2022                          | 2017                            | Deobureo-minju-Partei           |
| 13.                               |                                           | Yoon Suk-yeol 윤석열 尹錫悅 (* 1961)           | Präsident | 10. Mai 2022                    | 14. Dezember 2024 (Suspendierung)     | 2022                            | Gungminui-him                   |
| 13.                               | 14. Dezember 2024                         | Yoon Suk-yeol 윤석열 尹錫悅 (* 1961)           | Präsident | 4. April 2025 (Amtsenthebung)   |                                       | 2022                            | Gungminui-him                   |
| –                                 |                                           | Han Duck-soo 한덕수 韓悳洙 (* 1949)            | Interimspräsident (als Premierminister) | 14. Dezember 2024               | 27. Dezember 2024 (Suspendierung)     | –                               | parteilos                       |
| –                                 | 24. März 2025 (annullierte Amtsenthebung) | Han Duck-soo 한덕수 韓悳洙 (* 1949)            | Interimspräsident (als Premierminister) | 1. Mai 2025 (Rücktritt)         |                                       | –                               | parteilos                       |
| –                                 |                                           | Choi Sang-mok 최상목 崔相穆 (* 1963)           | Interimspräsident (als Stv. Premierminister, Wirtschafts- und Finanzminister sowie geschäftsführender Premierminister)                                 | 27. Dezember 2024               | 24. März 2025 (Wiedereinsetzung Hans) | –                               | parteilos                       |
| –                                 |                                           | Lee Ju-ho 이주호 李周浩 (* 1961)               | Interimspräsident (als Stv. Premierminister, Bildungs- und Sozialminister, geschäftsführender Finanzminister sowie geschäftsführender Premierminister) | 2. Mai 2025                     | 4. Juni 2025                          | –                               | parteilos                       |
| 14.                               |                                           | Lee Jae-myung 이재명 李在明 (* 1963)           | Präsident | 4. Juni 2025                    | amtierend                             | 2025                            | Deobureo-minju-Partei           |

## Liste der Präsidenten der Exilregierungen
Die provisorische Regierung der Republik Korea während der Zeit, in der Korea eine Kolonie Japans war, hatte ihren Sitz in Shanghai, China. Auch wenn die aktuelle südkoreanische Regierung darauf besteht, der Nachfolger zu sein, um ihre Legitimität zu bestärken, war die Exilregierung nicht international anerkannt.
1. Rhee Syng-man (1919–1925)
2. Park Eun-shik (1925)
3. Yi Sang-ryong (1925–1926)
4. Hong Jin (1926)
5. Yi Dong-nyung (1926–1927)
6. Kim Gu (1927–1948)